# Kistarcsa
Kistarcsa város Pest vármegyében, a budapesti agglomerációban, a Gödöllői járásban.

## Fekvése és közlekedése

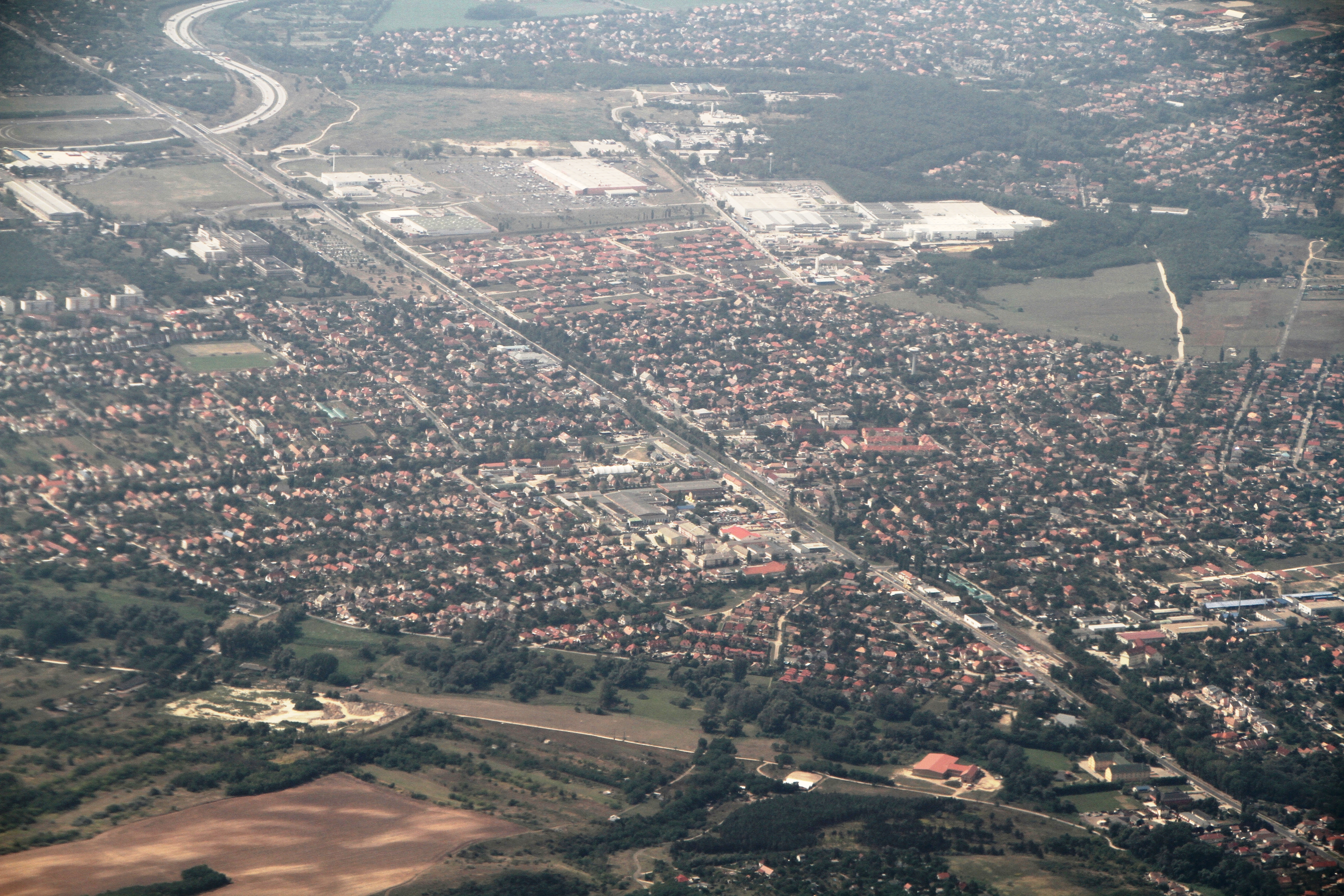
Kistarcsa látképe

A Gödöllői-dombság nyugati peremén, a Szilas-patak és a Csömöri-patak völgye által közrefogott fennsíkon, a 3-as főút és az M0-s autóút mentén található Budapest XVI. kerületétől keletre, Csömör, Kerepes, és Nagytarcsa között, rajtuk kívül keletre elnyúló határrésze révén Isaszeggel és Pécellel is határos. Nagytarcsával a 3101-es út köti össze, keleti külterületeit érinti még az M31-es autópálya és a 3102-es út is.
Áthalad rajta a H8-as HÉV (a település 3 HÉV-megállóval rendelkezik: Kistarcsa, kórház, Kistarcsa és Zsófialiget), továbbá Volánbusz-vonalak, helyi buszközlekedés illetve a BKV 92-es és a 92A buszjárata is segíti az itt élőket.

## Története

### Újkőkori leletek
Kistarcsa területén eddig kevés régészeti ásatást végeztek, pedig a jelek arra mutatnak, hogy lelőanyagban gazdag a környék. Legkorábbi leleteink újkőkorszakiak (Kr. e. 4000–2500), a feltárásokból pedig arra lehet következtetni, hogy később is mindig éltek itt emberek. A már nemzetiség szerint is azonosítható maradványok alapján lakóhelyet alakítottak ki területükön kelták, vandálok, alánok, szarmaták és avarok. Az avar birodalom hanyatlása következtében a honfoglaló magyarok gyéren lakott területet találtak, így ellenállás nélkül letelepedhettek. A mai kistarcsai temető környezetében feltárt lelőhely tanúsága szerint a X-XIII. században állott itt település.

### Korai megjelenés
Bár bizonyítékaink egyelőre nincsenek, a hely közelsége valószínűsíti, hogy szerepe volt az Árpád-házi hercegek (Szt. László és Salamon) mogyoródi csatájában (1074). Az első írásos emlék 1352-ből származik Tarcsa néven, de feltételezhető, hogy a település már jóval régebben is létezett. 1452-ig a Tarchai család birtoka.
1467-ből származik az első olyan dokumentum, amely – Felsőtarcsa néven – különálló településként jelöli a mostani Kistarcsát. Vitéz János váradi püspök kerepesi jobbágyai elhajtották Kerepes és Tarcsa közös legelőjéről Peczeli Benedek lovait, ami miatt a kárvallott panaszt tett. Mátyás király 1467-ben kelt ítéletlevele ebben a peres ügyben rendelkezik. Ennek 550. évfordulója alkalmából a Kistarcsai Kulturális Egyesület egy emlékoszlop felállítását tervezi, mellyel kapcsolatban országos tervpályázatot hirdetett meg.
A török hódítás nem követelt helyi ember áldozatokat, viszont a XVI. század végén kezdődött tizenöt éves háború idején (1593–1606) elnéptelenedett a falu. A török kivonulása és a Rákóczi-szabadságharc bukása után a Habsburgok híveik közt osztották fel a földterületeket. Az új birtokosok a visszatérő magyar jobbágyok helyett szívesebben láttak német vagy szláv telepeseket. Így kerültek Kistarcsára 1727-ben tótok – Grassalkovich gróf jóvoltából – a felvidéki Trencsén és Nyitra vármegyékből. A jövevények száma nagyobb volt a magyar őslakosságétól, így Kistarcsa a házasodások révén elszlávosodott.

### A település fejlődése – vasútközlekedés
Az 1848–49-es szabadságharc tavaszi hadjáratának idején Kistarcsán fejlődött fel az Aulich Lajos vezette sereg. Kistarcsa félreeső település volt a Pest–Hatvan útvonal szempontjából. Jelentős változás állt be a település életében, amikor a XIX. század végén beindult a vasúti közlekedés. Az 1888-ban épített HÉV sokat lendített a település helyzetén. A gőzmozdony vontatta szerelvények eleinte a Keleti pályaudvartól csak Kerepesig közlekedtek. 1911-ben meghosszabbították Gödöllőig és villamosították az egész vonalat. A helyi érdekű vasút a vele párhuzamosan haladó 3-as főúttal jelenleg is fontos szerepet tölt be a Kistarcsai lakosok közlekedési lehetőségei szempontjából. Mivel a középkorban épült kistarcsai templom elpusztult, a hívek Kerepesre jártak vallásukat gyakorolni. A romok köveit felhasználva 1880-ban kezdték meg a jelenlegi katolikus templom építését. Eleinte a kerepesi plébánia filiáléjaként működött, majd a lakosság növekedésével helyi káplánság indítását hagyta jóvá a váci püspök, 1913-ban.

### Ipari fejlesztések

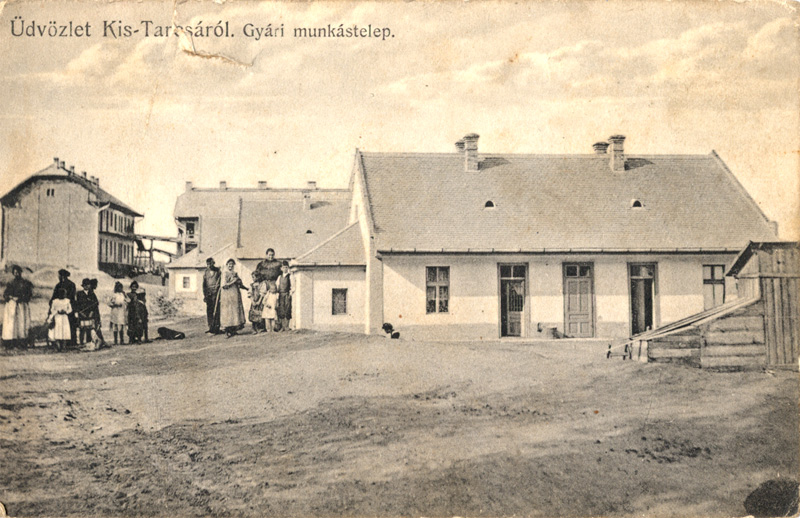
A munkástelep 1921-ben

A lakosság számának gyors növekedése az 1908-ban alakult Gép- és Vasútfelszerelési Gyár nagy munkásigényének tudható be. A vasgyári telep létesítésével kezdetét vette a település másik irányban történő terjeszkedése, minek eredményeként a fő közlekedési nyomvonal nagyjából két azonos részre osztja Kistarcsát. A gazdasági válság idején a vasgyár tönkrement. Részvényeit a Ganz Vagongyár vásárolta fel és 1928-ban a gépek leszerelésével, az épületek egy részének lebontásával meg is szüntette. A gyár lakótelepe 1938-ban a Belügyminisztérium tulajdonába került, ahol a II. világháború végéig Kiegészítő Toloncház működött, legsötétebb időszakát az 1950-es években élte.
A gyár területén néhány év múlva kisebb fonalgyár létesült, mely gyorsan fejlődött. Privatizálási bonyodalmak miatt épületei nagy része jelenleg üresen áll, területének egyes részén újszerű lakópark épült.

### Az internálótábor története
A gyár 1928-ban csődeljárás alá került, a gyárkomplexumot és a munkástelepet is egy éven belül felszámolták. A nagy gazdasági válság időszakát követően, 1930–31 folyamán a Belügyminisztérium kezelésébe került a munkástelep területe. A Horthy-rendszer háborút megelőző időszakában megkezdődött a későbbi internálótábor kialakítása, majd a második világháború második felében, a német megszállást követően Adolf Eichmann és az általa vezetett SS alakulatok használták a zsidó lakosság összegyűjtésére és később vasúton Auschwitzba való szállításának előkészítésére. Ebben a nyilaskeresztes párt és a frissen megalakult Sztójay-kormány támogatását élvezték.
A háborút követően a Tömpe András által vezetett Magyar Államrendőrség Vidéki Főkapitányság Politikai Rendészeti Osztálya, mint a kiépülő kommunista rendszer egyik fő karhatalmi szerve (1946 szeptemberében a vidéki szervek betagozódtak a Budapesti Főkapitányság alá, létrehozva a Magyar Államrendőrség Államvédelmi Osztályát, az ÁVO-t) használta a területet és az azon található épületeket, gyűjtő- és fogolytáborként. A főváros területén és környékén létesített táborok száma a kistarcsaival együtt összesen 14 volt, a foglyok száma 17 700 körüli.
A tábor 1950-től az Államvédelmi Hatóság kezelésében működött, jóval kíméletlenebb körülményekkel. 1956 októberében a forradalom időszakában a gödöllői kistérség fontos bázisa volt, a rögtönzött tagfelvételből megalakult nemzetőrök katonai engedély mellett látták el a helyi forradalmi bizottság tevékenységét.
Később a BM Alapfokú Rendőriskola (1960-tól 1975-ig), majd a BM Tartalékos Tisztképző Iskola (1975 és 1990 között) működött területén.

### Az 1956-os forradalom idején

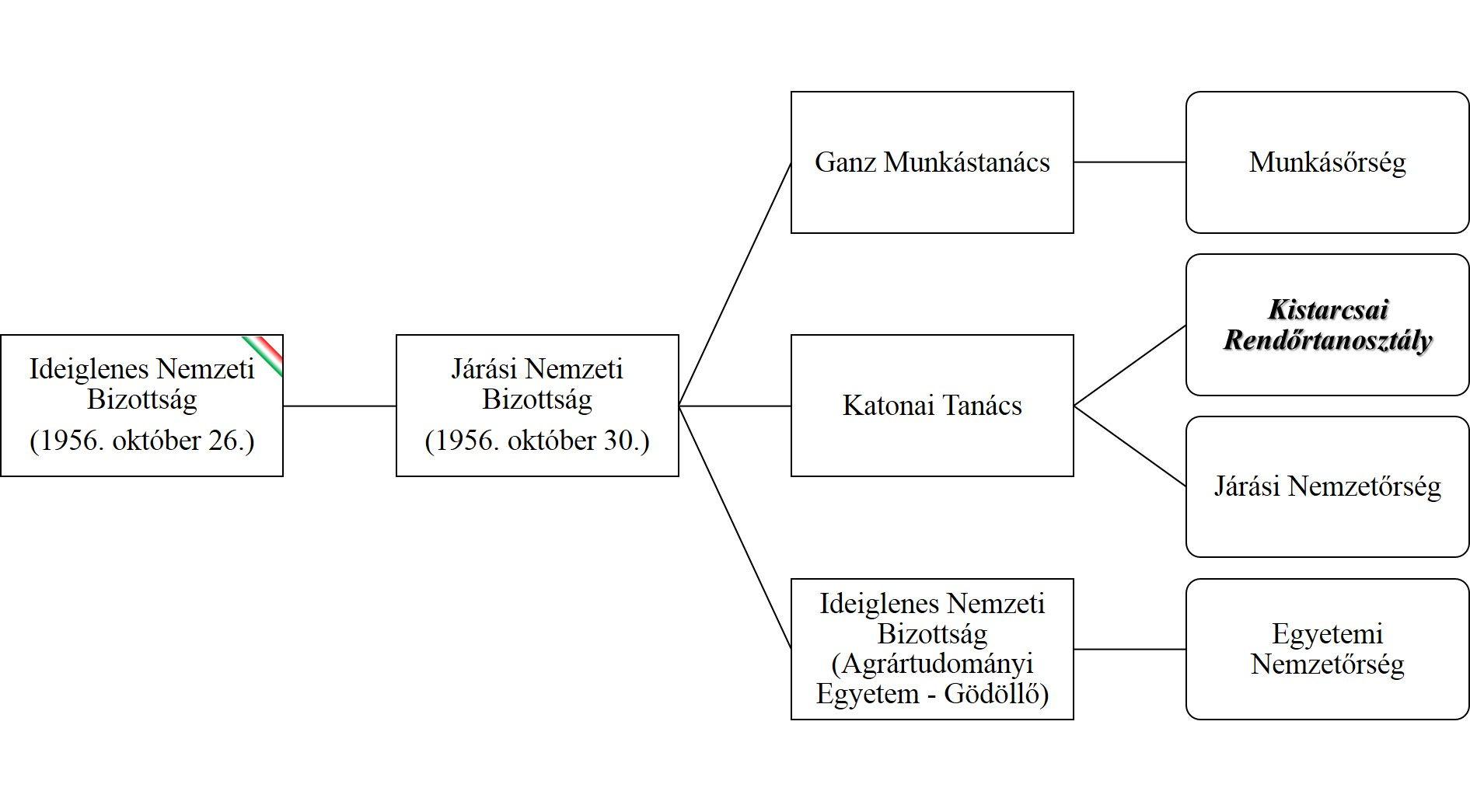
Forradalmi szervek a Gödöllői kistérségben 1956. október 28. és november 3. között

Az 1956-os forradalom idején a gödöllői kistérség egyik központja volt. Az október 23-i események hatására másnaptól szünetelt a HÉV-közlekedés. Október 25-én nagyjából 200 fős tömeg vonult a tanácsháza elé. Két nappal később a népgyűlés megválasztotta a helyi nemzeti tanácsot, ezután a tömeg szétoszlott. Október 28-án elmozdították pozíciójából Veres József tanácselnököt (november 5. után került vissza hivatalába). Pleizer Ferenc őrnagy, a Gödöllői Járási Katonai Kiegészítő Parancsnokság megbízott parancsnoka a Nemzeti Bizottság tagja lett. Ez a szervezet, miután lefegyvereztette a környék rendőri erőit, igyekezett a forradalom törekvéseit támogatni. Ezt követően, mint Gödöllő katonai parancsnoka, rendelkezett a karhatalmi erők irányításáról is. Október 28-án utasítást kapott a Kistarcsai Rendőrtanosztály elfoglalására. Az őrnagy telefonon tárgyalt Kovács Sándor századossal, a tanosztály parancsnokával az épület ellenállás nélkül átadásáról. A Nemzeti Bizottság összességében hét napon keresztül, október 28. és november 4. között látta el a község vezetését.

### A forradalom megtorlása
1957-ben ismét internálás folyt a falakon belül, javarészt a forradalomban való szerepvállalásuk miatt elítélt foglyokat tartották itt közbiztonsági őrizetben. Az általános amnesztiát követően a Belügyminisztérium rendőrképzésre használta a területet – mint laktanya –, egészen a rendszerváltást megelőző időszakig. Ezt követően az 1990-es években közösségi szállásként használták rövid ideig, ennek bezárása óta pedig a terület nagy része hasznosítatlan.

### A rendszerváltás után
A rendszerváltást követően a hazánkban illegálisan tartózkodó külföldiek közösségi szállása, azaz menekülttábor volt éveken keresztül. Jelenleg egy része már a helyi önkormányzat tulajdonát képezi, de az egész komplexum épületei többsége még kihasználatlanul áll.
Kistarcsát 1978. december 31-én egyesítették Kerepessel Kerepestarcsa néven. 1994. december 11-ével a két település ismét önállóvá vált. Kistarcsa 2005. július 1. óta város.

### Oktatástörténet

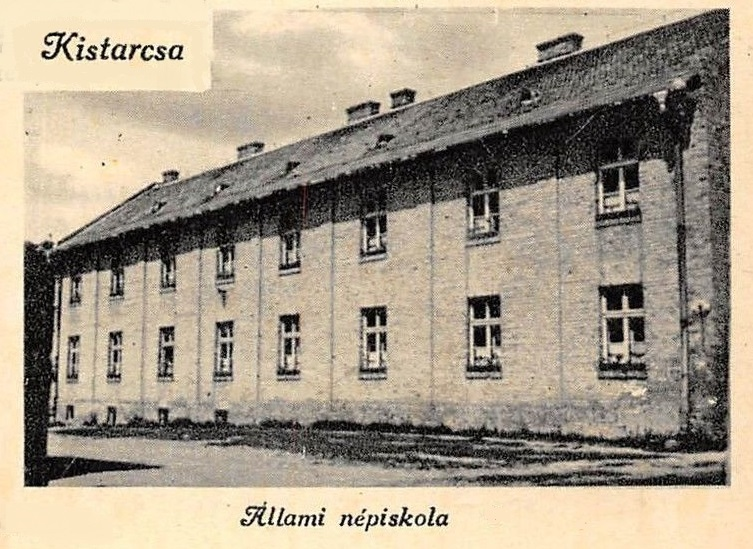
Állami népiskola Kistarcsán

Alig pár évvel az első letelepültek megjelenése után 1742-ben Füleki Nagy György, az első név szerint említett tanító megkezdte 58 tanuló vezetéséven a helyi katolikus iskola első tanévét mint tanító és iskolamester. Ennek helye a mai ismeretek szerint – egyelőre nem bizonyítottan – a falu déli részén lehetett. A község költségén először 1873-ban épül fel az egytantermes iskola, amely már elkülönül a kántorlakástól. A 18. század második felében beindult iskolai oktatás nyelve 1888-ig szlovák volt. 1875-ben megnyílt Gödöllőn az Izraelita Elemi Iskola, amelyhez a kistarcsai fiókhitközség is tartozott.
„Azon nyomorúságos állapot, hogy 150 iskolás gyermek, egy tanteremben, egy tanító által oktattassék ez évben megszűnt, ugyanis nagy küzdés után, és a plébános áldozatával, második tanterem rendeztetett be és önálló tanítóság szerveztetett.” – írta egy korabeli lap 1889-ben, amikor átadták a második tantermet a szolgálati lakással. Első lakója a képzőt végzett Purth Gyula.
A század elején megnövekedett lakossági létszám újabb oktatóhelyeket igényelt. Az 1000 embert foglalkoztató gyár – óvodával, iskolával, postával ellátott – lakótelepet épített dolgozóinak a vasútvonal eddig lakatlan oldalán. A vasgyár megszűnésével a tisztviselők házából alakítottak ki 8 tantermes iskolát. A mezőgazdaság szövetkezetesítését követően sok – föld nélkül maradt – vidéki család – a főváros kínálta munkalehetőség reményében – telepedett itt le. Az igények 1971-ben egy új iskola megépítését eredményezték, majd az 1976-1979 között épült 1000 ágyas megyei kórház működésének megindulásakor újabb oktató bázisra volt szükség. (A Flór Ferenc Kórház dolgozói számára épült az Eperjesi úti lakótelep.)
1989-től egészségügyi szakiskola és gimnázium is működik Kistarcsán. 1919-től két éven át működött óvoda, majd az 1936-os újraindítást követően folyamatosan bővült. Egy időben bölcsőde is volt. A jelenlegi körülmények közt egy óvoda két telephelyén nyertek elhelyezést a gyerekek, napjainkban 400 fő körüli létszámmal.
1928-ban református templom, 1931-ben evangélikus szeretetotthon épült, mely jelenleg 30 férőhellyel rendelkezik.

### Kistarcsa templomainak története
- Református templom (Hunyadi út)

1928-ban épült egyszerű, de mégis lenyűgöző kivitelezésű templom. A református egyházközség szervezésében kamara hangversenyek hangzanak el a református templomban. Az ünnepekre zenés, verses összeállítással készül a közösség. A templomot 2008 végén részben lakossági segítséggel felújították, melyet 2008. november 15-én adtak át a nagyközönségnek.

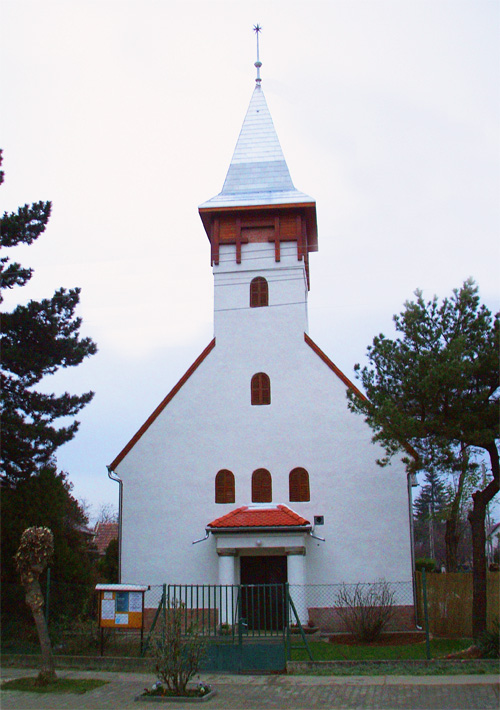
Református templom a felújítás után

- Rózsafüzér királynője római katolikus templom

Építésének kezdetét, idejét nem ismerjük, stílusjegyei alapján a X–XIII. század között emelték. A mai temető területén, alacsony dombon állt. Román stílusban épült, szentélyével kelet felé nézett (keletelés). Falait simára faragott kváderkövekből építették.
Viszonylag kis épület volt. Hajójának belső hossza körülbelül 7,4 méter (4 öl), szélessége körülbelül 3,7 méter (2,5 öl). Szentélye félköríves záródású (apszis), a hajóval azonos szélességű volt. A szentély és a hajó találkozásánál diadalív emelkedett.
A templom minden bizonnyal erődítményi szerepet is betölthetett, erre utalnak vastag falai, melyeket támpillérek erősítettek, valamint kerítő fala is. A török időkben romba dőlt. Az 1721-es Canonica Visitatio szerint falai még állottak, csak sekrestyéje és kerítő fala volt romos. 1880-ban bontották le, szerencsére Arányi Lajos festő, művészettörténész rajza megőrizte számunkra.

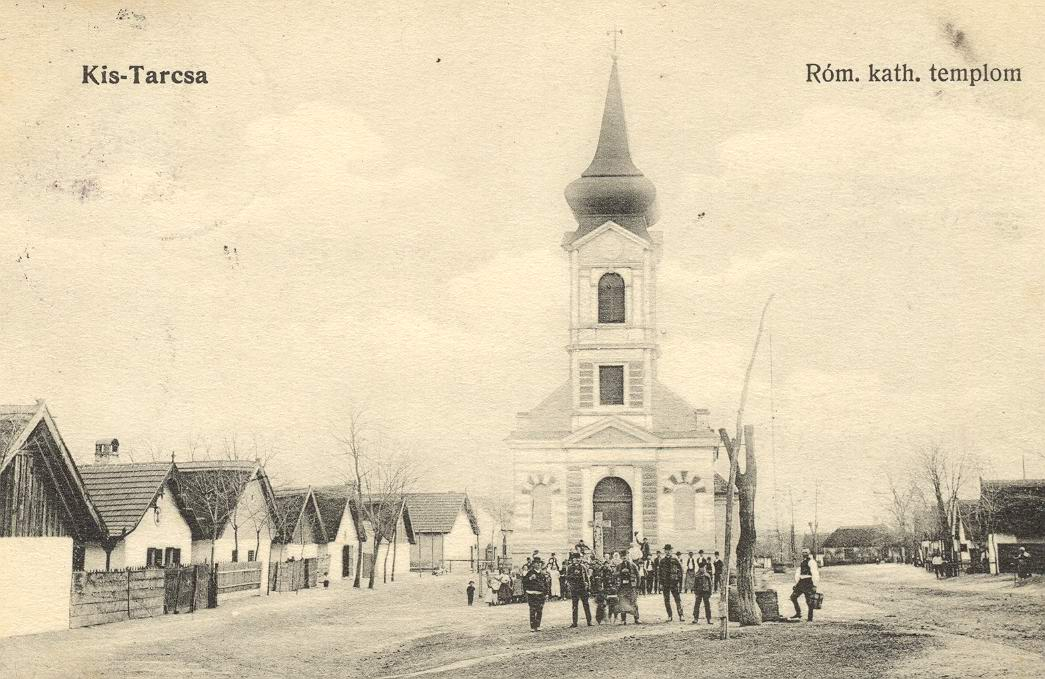
1900-as évek elején

A mai templom
A romba dőlt középkori templom helyett, a mai templomot 1880-ban kezdték el építeni, jórészt a régi templom köveit felhasználva 1880-tól 1886-ig épült 1913-óta önálló plébánia, azelőtt Kerepes filiája volt.
Az 1880-ban zajlott jelentős építkezésnek köszönhetjük a ma látható épületet. Az ekkoriban lebontott középkori romok köveit is beleépítették az új épületbe. Belső berendezése 1881-ben készült el, ebből mára csak az orgona maradt meg, sajnos a szószék és a régi fa oltár elveszett. Az 1940-es években kicserélték a berendezését, 1949-ben pedig Istókovits Kálmán festőművész freskókkal díszítette a szentélyt az oltárkép két oldalán. A mennyezeti képeket és az oldalfalak díszítőfestését Takács József mezőkövesdi festőművész készítette 1959–1960 között
A templom leírása
Egyetlen homlokzati középtornya van. Félköríves záródású kapuját zárókő díszíti és két oldalán egyszerű fejezetű lizénapár keretezi. Oldalfalain csekély mélységű szoborfülkék találhatóak. A falakat kettős főpárkány zárja. A homlokzatot egyenes oromfalak koronázzák, melyeket középen timpanon szakít meg. A tornyon négyszögű ablak mélyített tükörmezőben, párkány, majd félköríves záródású ablak zárókővel váltakozik. Kettős, egyszerű fejezetű lizénapárok emelkednek a felső toronyemelet sarkain, melyek fölött párkány, óra helye és kis timpanon található. A tornyot barokk, hagymás vonalú fémfedésű sisak zárja. Oldalt toronykórus van. Az oldalhomlokzatokat 1 karzatablak, 3 hajóablak és a szentély ablaka tagolja, melyek félköríves lezárásúak. A szentély egyenes záródású, melyhez sekrestye csatlakozik.
Belső terek
Belső tere három részre oszlik: kórus, majd három boltszakaszos hajó, végül ehhez csatlakozik diadalív és szűkület nélkül az ugyanolyan széles szentély. A belső tereket csehsüveg boltozat fedi.
Kálváriajelenet festmény (a sekrestyében)
Sötét tónusú olajfestmény a hagyományos kálváriaábrázolás látható rajta. Sherber H. festette 1944-ben. A keresztre feszített Jézust jobbról Szent János apostol, balról Szűz Mária fogja közre.
Keresztelőmedence
Talapzata újabb, medencéje viszont barokk stílusú. Valószínűleg a régi barokk templom egyetlen megmaradt berendezési tárgya az oltárkép mellett. Fedele fém, melyet korinthoszi oszlopfők és növényi indák díszítenek. Fedelének csúcsán Keresztelő Szent János megkereszteli Jézust, fából faragott, festett szobor áll.

## Kistarcsa jelképei

### Címer
A címer tervei az 1990-es évek közepén készültek.
- Pajzs: álló, háromszögű pajzs kék mezejében lebegő helyzetű, álló, jobbra fordult és jobbját felemelő, arannyal fegyverzett ezüst kakas.
- Sisak: szembe fordított, arannyal ékített és vörössel bélelt pántos ezüst sisak, vörössel és kékkel ékesített arany heraldikai koronával.
- Sisakdísz: jobbra fordult, magyaros vörös ruhás kar természetes színében, amint három arany búzakalászt tart.
- Takarók: mindkét oldalon kék-arany.
- Felirat: a címer alatt lebegő, hármas tagolású, fecskefarok végződésű íves arany szalagon feketével nagybetűs KISTARCSA felirat. A településnév előtt és után egy-egy díszpont.

### Zászló
Kistarcsa zászlaja fekvő téglalap alakú, 2:1 méretarányú, a zászlórúd felől 1/3:2/3 arányban vörössel és kékkel hasított textillap. A feliratos szalag nélküli színes címer szimmetriatengelye a hasításvonallal esik egybe. A zászló kétoldalas.
A település címerről és zászlajáról, illetve ezek használatáról részletesebben a 17/1997. (XII.17.) számú önkormányzati rendelet rendelkezik.

## Közélete

### Polgármesterei
- 1994–1998: Rapavi József (FKgP-KDNP-MDF-MIÉP)[15]
- 1998–2002: Rapavi József (független)[16][17]
- 2002–2006: Tóth Szabolcs (független)[18]
- 2006–2007: Tóth Szabolcs (független)[19]
- 2008–2010: Tóth Szabolcs (független)[20]
- 2010–2014: Solymosi Sándor (Fidesz-KDNP)[21]
- 2014–2019: Solymosi Sándor (Fidesz-KDNP)[22]
- 2019–2024: Juhász István (Fidesz-KDNP)[23]
- 2024– : Juhász István (Fidesz-KDNP)[1]

A település első modern kori vezetője, Rapavi József már az 1990–1994 közti önkormányzati ciklusban is polgármesterként tevékenykedett, de akkor még az egyesítéssel létrehozott Kerepestarcsa élén.
A településen 2008. február 10-én időközi polgármester-választást (és képviselő-testületi választást) tartottak, az előző képviselő-testület önfeloszlatása miatt. A választáson az addigi polgármester is elindult, és rendkívül szoros küzdelemben ugyan (3293 szavazatból mindössze 13 szavazatnyi különbséggel), de meg is nyerte azt.

### Díszpolgárok
A Kistarcsa város önkormányzata által adományozható elismerő címek alapításáról és adományozásának rendjéről szóló 24/2009. (V. 25.) számú önkormányzati rendelet alapján a települési önkormányzat a „Kistarcsa Város Díszpolgára” címet adományozza azon személyeknek, akik életművükkel hozzájárultak a város jó tekintélyének emeléséhez és példamutató emberi magatartásuk miatt köztiszteletben állnak. A címet az alábbi személyeknek ítélték oda:
- 2024-ben nem lett kiadva
- 2023: Herbély Istvánné okleveles üzemmérnök és tervező szakmérnök, festőművész[27]
- 2022: Laczay Péter egyetemi tanár, a Lavet Gyógyszeripari Kft. alapítója és ügyvezetője, egyben a „Kistarcsa Városért” elismerés birtokosa (2013)[28][29]
- 2020-2021-ben nem lett kiadva
- 2019: Dömötör Zoltán (1934–2023) nemzetőr vezérezredes[30]
- 2018: Major László András pedagógus, egyben a „Kistarcsa Városért” elismerés birtokosa (2011)[28][31]
- 2017: Kiss Péter (1944–2023)[32] nyugalmazott pedagógus, egyben a „Kistarcsa Városért” elismerés birtokosa (2016)[28][33]
- 2016: Blaskovits Aladárné nyugalmazott pedagógus, egyben a „Kistarcsa Város Legidősebb Polgára” cím birtokosa (2012)
- 2015: Kereszti Ferenc villamos üzemmérnök, a Magyar Művelődési Intézet nyugalmazott regionális kulturális referense és a Kistarcsai Kulturális Egyesület elnöke, egyben a „Kistarcsa város érdemrendje” kitüntetés birtokosa (2007)[34][35]
- 2014: Dolhai Attila színész, egyben a „Kistarcsa Művésze” cím birtokosa (2007)[34]
- 2013: Simándy József (1916–1997) operaénekes (post mortem)
- 2012: Benkő Pál helyi vállalkozó, egyben az „Elismerés Kistarcsáért” kitüntetés birtokosa (2007)[34]
- 2011: Surányi Lajos (1952–2012)[36] nyugalmazott bv. őrnagy, helyi vállalkozó, a Kistarcsai Polgárőr Egyesület alapítója[37]
- 2010: Böröndi István nyugalmazott pedagógus, egyben a „Kistarcsa Városért” elismerés birtokosa (2009)[28][38]
- 2009: Somlai József (1928–2021)[39] nyugalmazott plébános, a Kistarcsai Egyházközség vezetője
- 2008: Mező Józsefné nyugalmazott anyakönyvvezető[40]
- 2007: Probocskai Zoltánné (1921–2014)[41][42] nyugalmazott pedagógus, egyben a „Kerepestarcsa községért" kitüntetés birtokosa (1984)[34][43]

#### Korábban adományozott díszpolgári címek
- Sidló Ferenc szobrászművész, a Szent Imre-szobor alkotója (1938)[44]
- Dr. Pósch Gyula ügyvéd, bankár, a Magyar Nemzeti Bank elnöke (1935)[45]
- Eckhardt Tibor országgyűlési képviselő, népszövetségi főmegbízotti munkájáért (1934) – az angolokkal való kapcsolatépítése miatt 1941. október 13-án a képviselő-testület megfosztotta címétől[46]
- Johan Béla orvos, egészségpolitikus (1933)[47]
- Király Andor, a Gép- és Vasútfelszerelési Gyár Részvénytársaság igazgatója (1923)[48]

## Népesség
A település népességének változása:
| Lakosok száma | 12 046 | 12 045 | 12 212 | 12 645 | 12 829 | 13 041 | 13 258 | 13 879 | 13 606 | 13 569 |
|               | 2013   | 2014   | 2015   | 2017   | 2018   | 2019   | 2020   | 2022   | 2023   | 2024   |

A 2011-es népszámlálás során a lakosok 87,2%-a magyarnak, 1,3% cigánynak, 0,8% németnek, 0,4% románnak, 1,3% szlováknak mondta magát (12,6% nem nyilatkozott; a kettős identitások miatt a végösszeg nagyobb lehet 100%-nál). A vallási megoszlás a következő volt: római katolikus 33,4%, református 10,8%, evangélikus 2%, görögkatolikus 0,8%, felekezeten kívüli 21,1% (29,7% nem nyilatkozott).
2022-ben a lakosság 89,2%-a vallotta magát magyarnak, 1,3% cigánynak, 0,7% szlováknak, 0,6% németnek, 0,2% ukránnak, 0,2% románnak, 0,1-0,1% szerbnek, lengyelnek, horvátnak, görögnek, örménynek, bolgárnak és ruszinnak, 4,3% egyéb, nem hazai nemzetiségűnek (10,6% nem nyilatkozott; a kettős identitások miatt a végösszeg nagyobb lehet 100%-nál). Vallásuk szerint 25,5% volt római katolikus, 8,6% református, 1,8% evangélikus, 1% görög katolikus, 0,1% ortodox, 2% egyéb keresztény, 0,6% egyéb katolikus, 16,9% felekezeten kívüli (43,1% nem válaszolt).

## Nevezetességei
A Kistarcsai Kulturális Egyesület (KIKE) 2017-ben jelentetett meg kiadványt „Kistarcsai látnivalók” címmel, melyben számtalan közismert, és több, még a helyiek számára is kevésbé ismert nevezetességet mutat be. Az alábbi felsorolásból jó pár megemlítésre került a kiadvány oldalain:
- Simándy József szobra (Simándy tér)

A KIKE 2006-ban egész alakos szobrot állíttatott a nagy művész születése 90. évfordulója alkalmából Kistarcsa központjában. A szobrot, amely Simándyt legnagyobb szerepében, a Bánk bán címszerepében ábrázolja Janzer Frigyes szobrászművész alkotta.
- Szent Imre herceg szobra (Thököly út–Szent Imre tér)

Az régi Egészségház előtt áll (az Európa-szerte elismert) Sidló Ferenc szobrászművész által készített Szent Imre-szobor, melyet 1938-ban emeltek.
- Kőmozaik (Szent Imre tér)

A Szent Imre-szobor előtti területet egy 3,5 méter átmérőjű, a maga nemében egyedülálló kőmozaik díszíti. Az alkotást a KIKE egyik – Európai Unió által támogatott – projektje keretében szervezett mozaikkészítő tanfolyam résztvevői készítették. A mozaik hozzá méltó környezetben való elhelyezése megkövetelte a szobor és az egész tér felújítását is. Az egész kompozíció együttes avatási ünnepségére 2013. június 2-án került sor.
- Egykori internálótábor emlékfala (Október 23. tér)

Két különleges emléktábla a Kistarcsai Központi Internálótáborban fogvatartott emberek emlékére, ahol sok ismert és névtelen vértanú vérét ontották. A tábla egyikét a Kistarcsai Katolikus Egyházközség, a másikat pedig Kerepestarcsa Nagyközség lakosságának kezdeményezésére állították. A kettő között található Boldog Meszlényi Zoltán vértanú püspök kerámia domborműve. A fal belső, a Simándy tér felé néző oldalán 2021 szeptemberében Dansky Péter adományaként két gránittáblát helyeztek el az 1944-ben Kistarcsán fogva tartott, majd innen Auschwitzba elhurcolt zsidók emlékére.
- Boldog Meszlényi Zoltán domborműve

A Kistarcsai Kulturális Egyesület kerámia domborművet készíttetett, melynek avatási ünnepségére 2014. március 2-án került sor Kistarcsán, az Október 23. téren, a volt internálótábor emlékfalánál. Az emléktáblát Beer Miklós váci megyés püspök avatta fel.
- Hősi kopjafa (Október 23. tér)

Az egyedileg megmunkált alkotást a 2008. október 23-i ünnepség alkalmával állították a kommunizmus áldozatainak emlékére. Az avatáson a helyi vezetőkön kívül részt vett az 56-os Szövetség elnöke és több tagja is. A kopjafát Nagy Sándor fafaragó mester készítette.
- Székelykapu (Hősök tere)

Az erdélyi Torja (Kistarcsa testvértelepülése) ajánlotta fel a Vojna család közreműködésével a várossá avatás alkalmával (2005). Különleges faragások, egyedi megjelenítés és csodálatos kézi munka jellemzi Kistarcsa új büszkeségét.
- Hősi emlékmű (Hősök tere)

Hősök terén áll az első világháborúban elesett kistarcsaiaknak emléket állító, „mívesen formázott” köztéri alkotás, amelyet 1937-ben emeltek. Az emlékmű testéhez a második világháború hőseinek emléktábláját a rendszerváltás után készíttették az szobor talpazatára.
- Flór Ferenc mellszobra (Flór sétány)

A kistarcsai kórház névadója Flór Ferenc sebészorvos, orvosi szakíró, honvéd alezredes, az 1848–49-es forradalom és szabadságharcban a hadügyminisztérium egészségügyi osztályának vezetője, a Magyar Tudományos Akadémia levelező tagja. Tiszteletére emelt mellszobor a belső sétány központi terén kapott helyet.
- Cipő sírja

Zeneszerző, dalszövegíró, énekes, a Republic együttes alapítója, énekese és frontembere 2013. március 11-én hajnalban, Budapesten, életének negyvenhetedik évében hunyt el. Édesapja sírhelyéhez közel temették el.
- Kistarcsa első írásos említésének 550. évfordulójára készült emlékoszlop (Széchenyi utca és Aulich Lajos utca kereszteződése)

Kistarcsa önálló településként (Felsőtarcsa néven) először 1467-ben szerepelt Mátyás király ítéletlevelében. A Kistarcsai Kulturális Egyesület ennek kapcsán országos pályázatot hirdetett a köztéri emlékmű látványtervének elkészítésére, amelyet Mazács Anita grafikus munkája nyert el. A kivitelezést Varga Attila kőfaragó vállalta, és végül 2024. április 14-én került sor az alkotás (és a körülötte kialakított tér) felavatására.

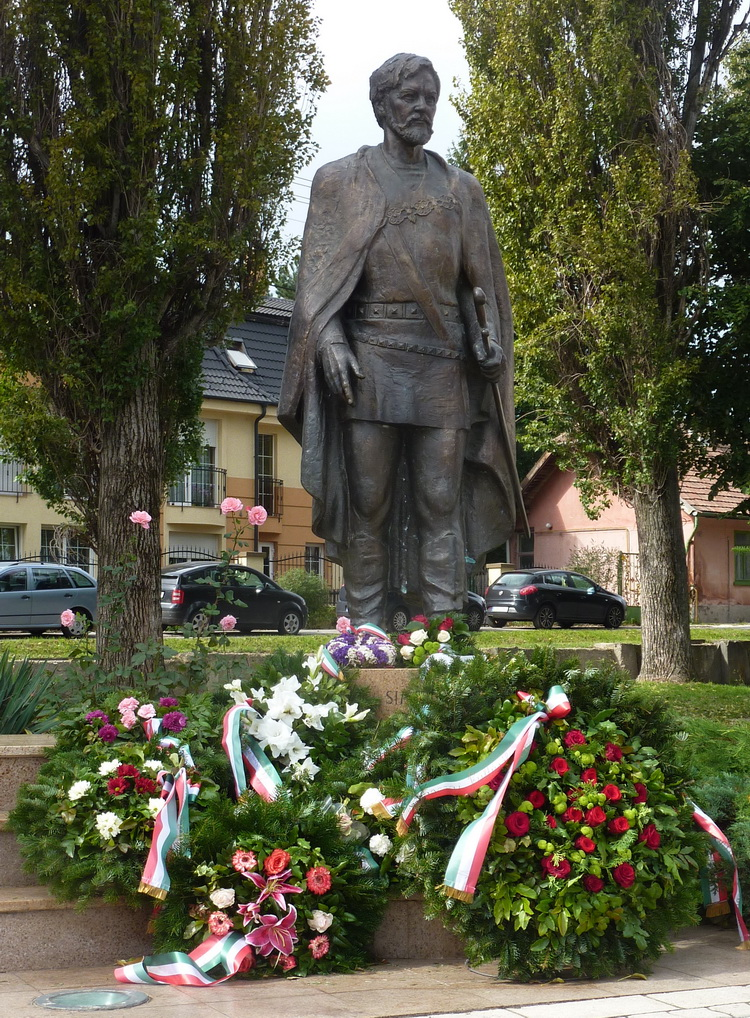
Simándy-szobor
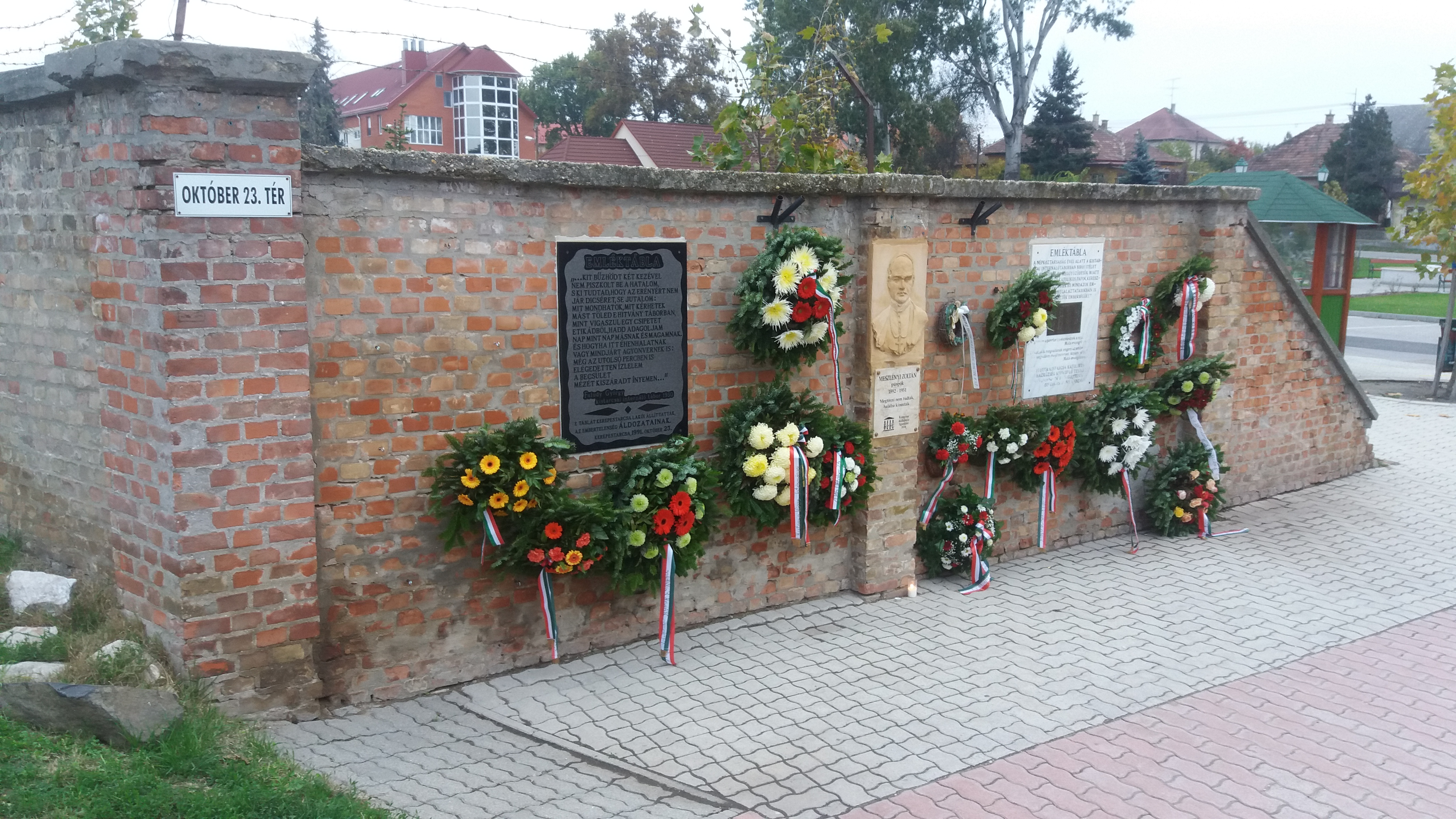
A Kistarcsai Központi Internálótábor emlékfala 2016. október 23-án
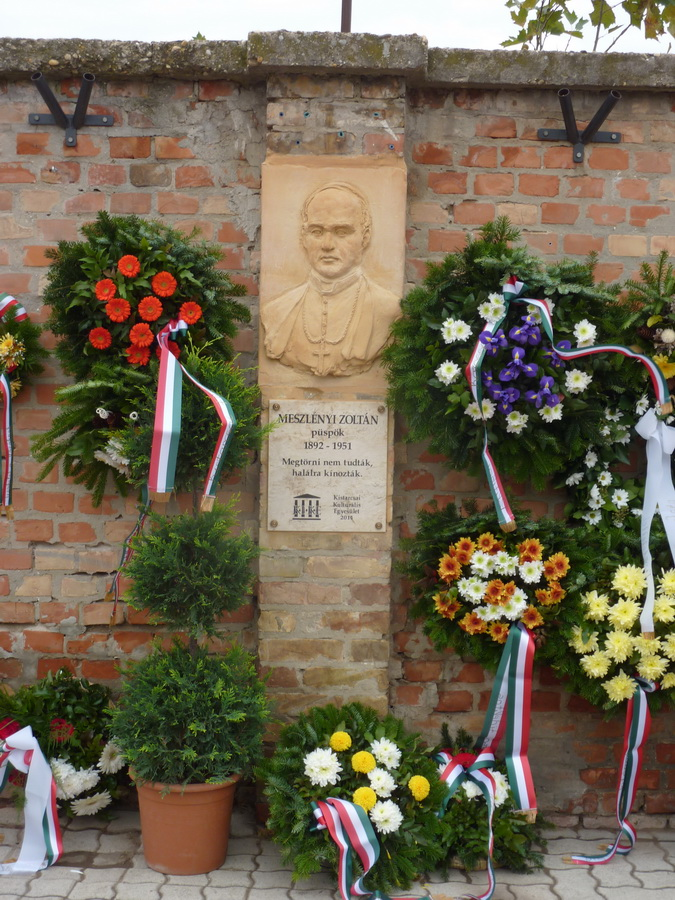
Meszlényi Zoltán domborműve Kistarcsán, az egykori internálótábor falán – a KIKE munkája
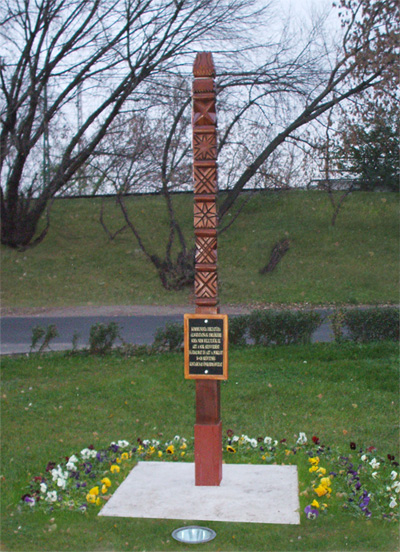
Kopjafa
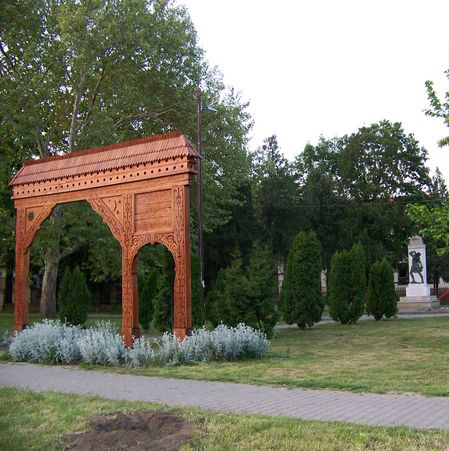
Székelykapu a Hősök tere szélén
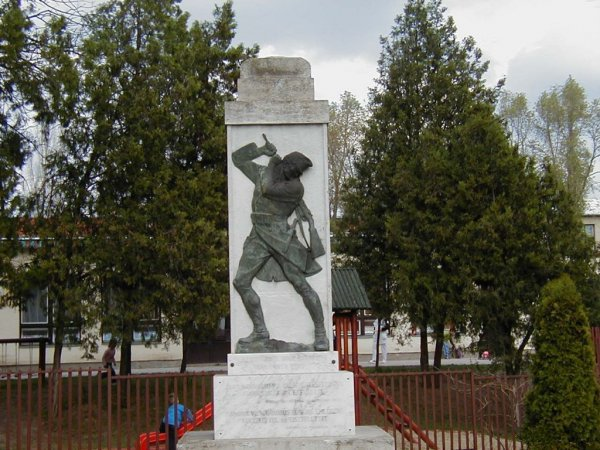
Hősi emlékmű
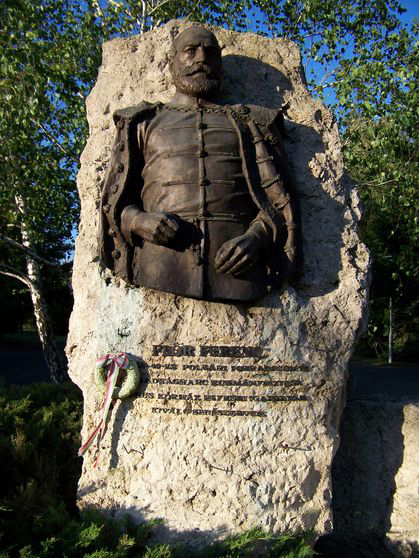
Flór Ferenc mellszobra
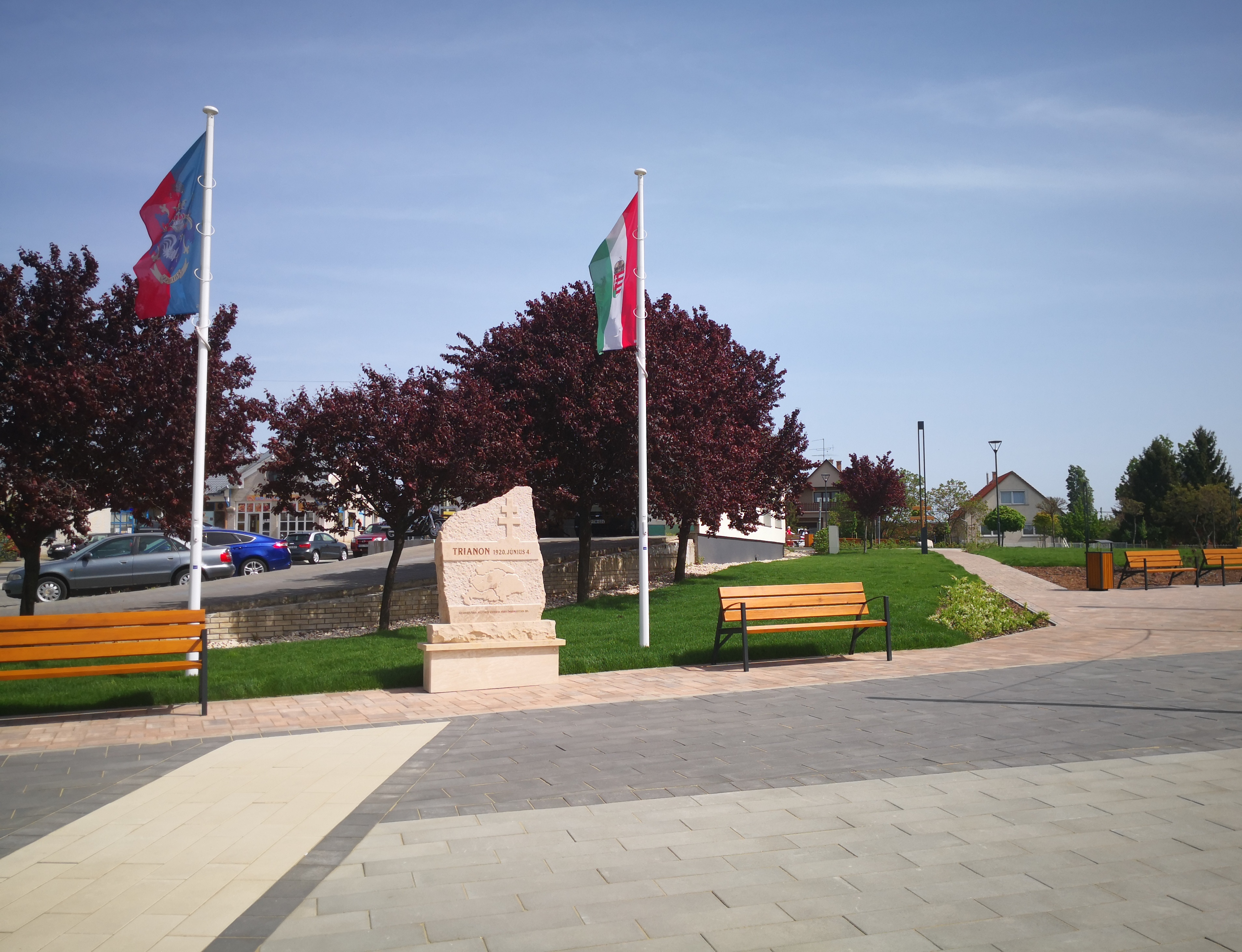
Trianon emlékmű az Ifjúság téren
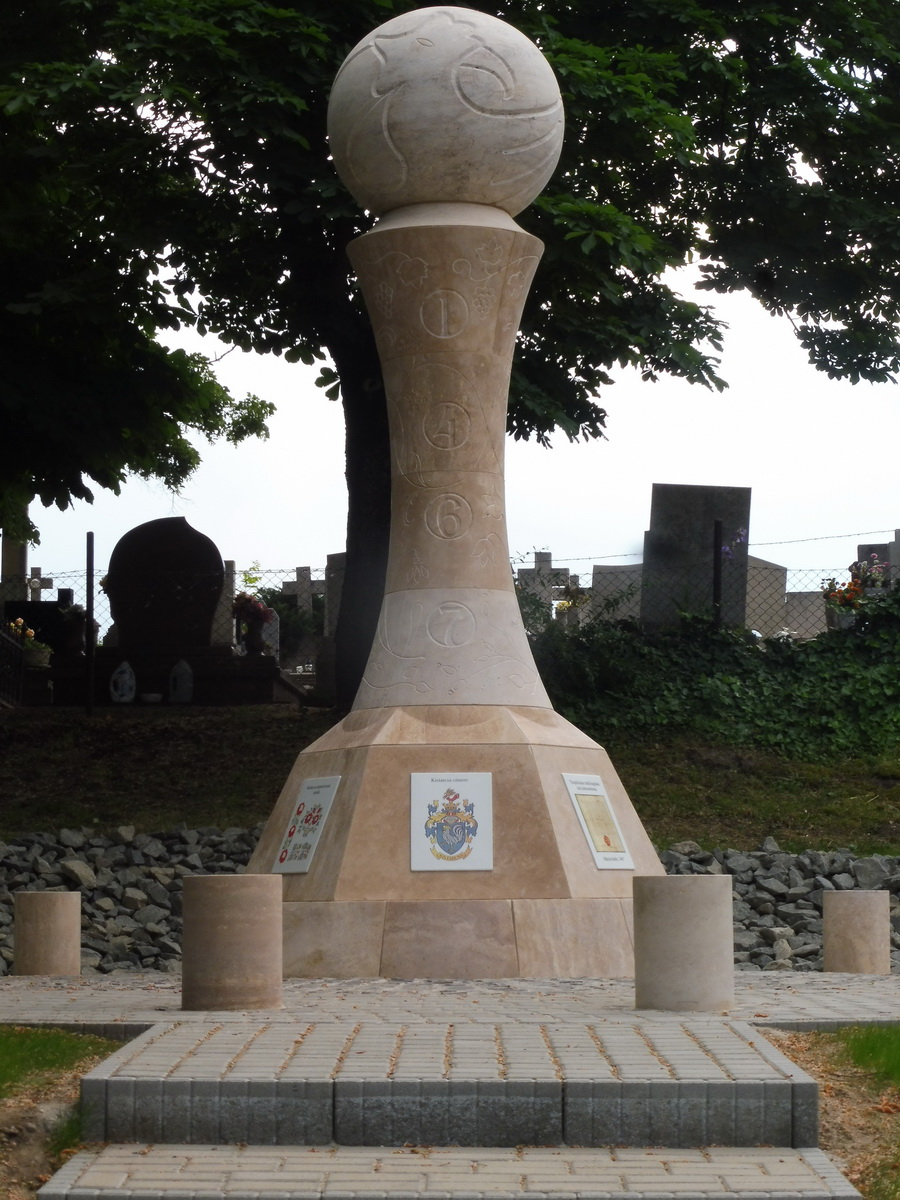
Kistarcsa első írásos említésének 550. évfordulójára készült emlékoszlop

## Kultúra
Civil szervezetek
- Kistarcsai Kulturális Egyesület (KIKE) - Az 1993-ban alakult Kistarcsai Kulturális Egyesület elsődleges célja, hogy tevékenységével hozzájáruljon a település kulturális programjainak színesebbé tételéhez, serkentse és fejlessze Kistarcsa és a környező települések közösségi életét, segítse a helyi önszerveződő csoportok aktivitását. Tagsága 60 fő körüli. Főbb tevékenységei: heti rendszerességgel ismeretterjesztő előadásokat szervezése, műsoros estek keretében fellépési lehetőséget biztosítása a település tehetséges gyerekeinek, illetve az amatőr és hivatásos felnőtt előadóknak, évente irodalmi, képzőművészeti és városszépítő pályázatok meghirdetése a település lakosságának. Minden ősszel kulturális hét rendezése, színes programjuk a gasztronómiai fesztivál, évente kiadják a Kistarcsai Kalendáriumot, a kiemelkedő történelmi évfordulókon emléknapokat rendeznek. Szemináriumokat, konferenciákat szerveznek, évi rendszerességgel rendeznek nemzetiségi folklórtalálkozót, nemzeti napokat és történelmi lakomákat.
- Pannónia Néptáncegyüttes – Gyerekek és felnőttek egyaránt szép számmal vesznek részt a Pannónia Néptáncegyüttes életében. Az együttes 1992-ben alakult Kistarcsán. Az együttes működésének célja a helyi szlovák örökség felelevenítése, megőrzése, és emellett a magyar néphagyomány ápolása. Az öt korcsoportban működő táncosok közül a gyerekcsoport is részt vett nemzetközi fesztiválon, a felnőttek pedig angliai meghívásnak tettek eleget. A helyi rendezvények többségén közreműködnek, a Kistarcsai Napokon pedig a folklór délután házigazdái. Évente egyszer önálló estet adnak.
- Ördögi Kör – A diákok alkotta Ördögi Kör Színjátszó Műhely eleinte sikerrel vendégszerepelt több közeli településen, de mióta országos színjátszó találkozókon is szép sikereket értek el, alig győznek eleget tenni a meghívásoknak.
- Kéknefelejcs Népdalkör – Elsősorban a helyi magyar és szlovák nyelvű népdalok felkutatására, összegyűjtésére, megszólaltatására vállalkozik a Kéknefelejcs népdalkör. A színes népviseletbe öltözött asszonyok már számos településen és rendezvényen öregbítették Kistarcsa hírnevét.
- Szeretet népdalkör – A Szeretet népdalkör nyugdíjas asszonyok alkotta kórus, mely a népdalok mellett az idősebb korosztály ízlésvilágát kielégítő egyéb dalok előadására is vállalkozik. Ők sötét szoknyában és fehér blúzban lépnek fel.
- Rozmaring együttes – A Rozmaring együttes ugyancsak nyugdíjas asszonyok közössége. Eleinte csak maguk szórakozására tanultak be vidám jeleneteket, de sikerüket látva és a biztatásnak engedve már nagy tetszés övezte önálló estet is adtak. Teljes mértékben önállóak, tagjaik írják a szöveget, készítik a jelmezeket. Helyi népviseletbe öltözve népdalokat is előadnak.

Kulturális és gasztronómiai rendezvények

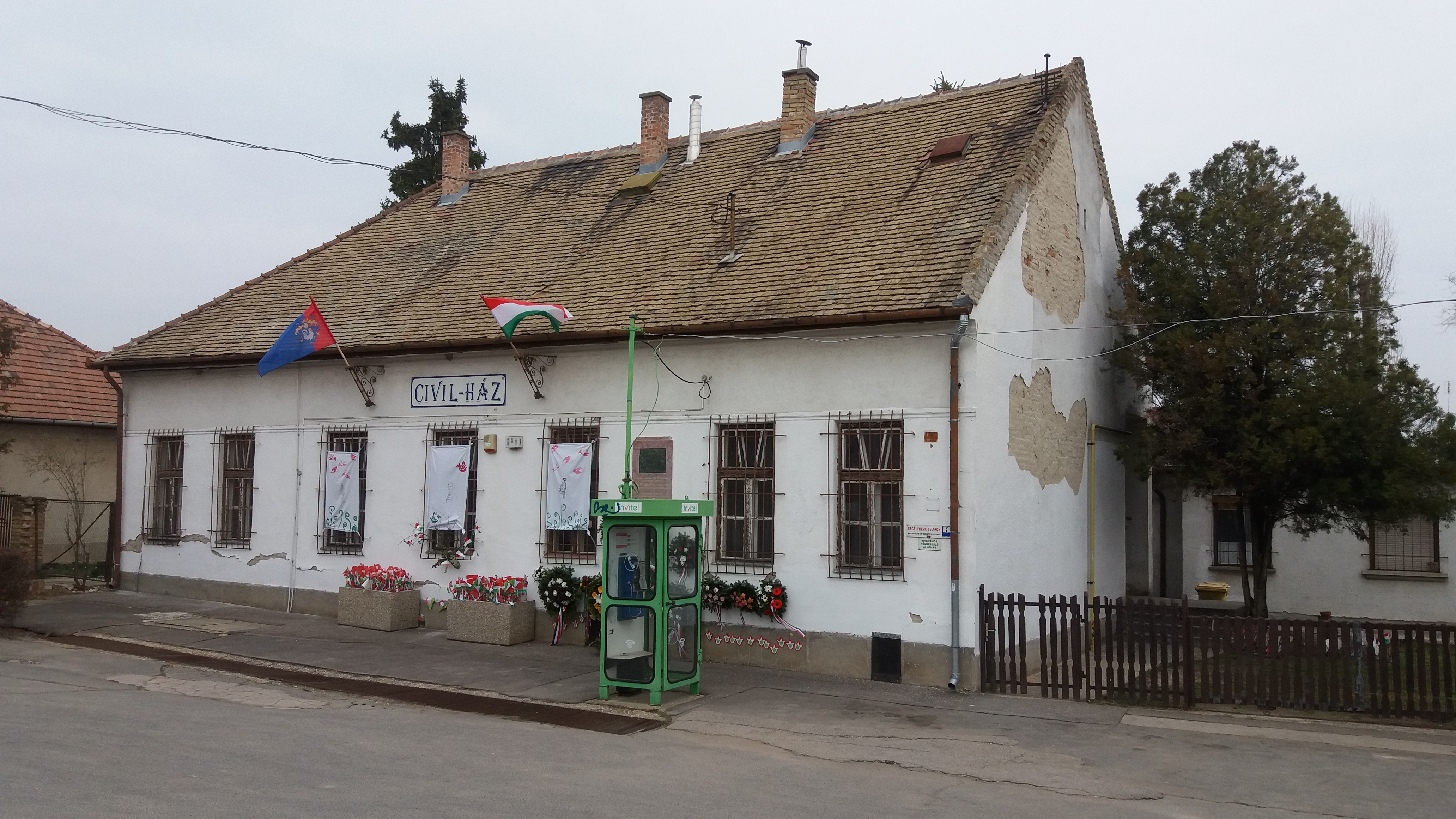
Az egykori Civil Ház (2017. március 15.)

- Kistarcsai Napok – a KIKE által 1995-ben útjára indított háromnapos rendezvény, melyet néhány éve a városi önkormányzat szervez. Ezen a májusban sorra kerülő rendezvénysorozaton lehetőség nyílik minden helyi szervezetnek a bemutatkozásra. A több helyszínen zajló (Simándy József Általános iskola, Ifjúság tér, Deres Lovasudvar) eseményen kulturális és sport szervezetek egyaránt részt vesznek, emellett egészségügyi és közlekedési programok a legjellegzetesebbek. Továbbá számos, az országban méltán elismert együttes és zenekar is fellép ezen a környező településeken is kedvelt helyi fesztiválon. Általában meghívást kap valamely szomszédos vagy külföldi testvértelepülés is, közösségi életük bemutatására. Kiállításokra, színházi előadásokra és sok látványos eseményre számíthatnak a résztvevők.
- KIKE Kulturális Hét – Kistarcsán 2004 óta minden évben szeptember folyamán egész heti programsorozat kerül megrendezésre. A programsorozat keretében az egyesület indította útjára a ma már az önkormányzat által szervezett Város Napja rendezvény keretében a Görhönyfesztivált. A rendezvény programjában a görhönysütő verseny mellett pályázatok, vetélkedők is szerepelnek, a színpadra egész napos műsort szerveznek. A kézműves vásárban sok érdekesség közül választhatnak a látogatók. A rendezvénysorozat több helyszínen kerül megrendezésre, többek között a kistarcsai katolikus és református templomok, a Civil Ház, a Simándy tér és a városi sportcsarnok.
- Pántlika – a KIKE Kulturális Hét keretében megrendezésre kerülő nemzetiségi folklórtalálkozónak. A meghívottak népviseletben vesznek részt a zenés felvonuláson, majd műsoros est keretében adnak ízelítőt saját népi kultúrájukból.
- Szüreti mulatság - Régi hagyományokat idéz a szüreti mulatság. A lovakon és a lovas kocsikon történő színes felvonulás sok érdeklődőt vonz. Az élő zenére szakaszonként menettáncban is vonuló fiatalok több helyen megállnak egy rövid bemutatóra, ahol a nézelődőket is bevonják a közös táncba. A nap bállal fejeződik be.

Kulturális intézmények (Kistarcsai Városi Művelődési, Sportközpont és Könyvtár)

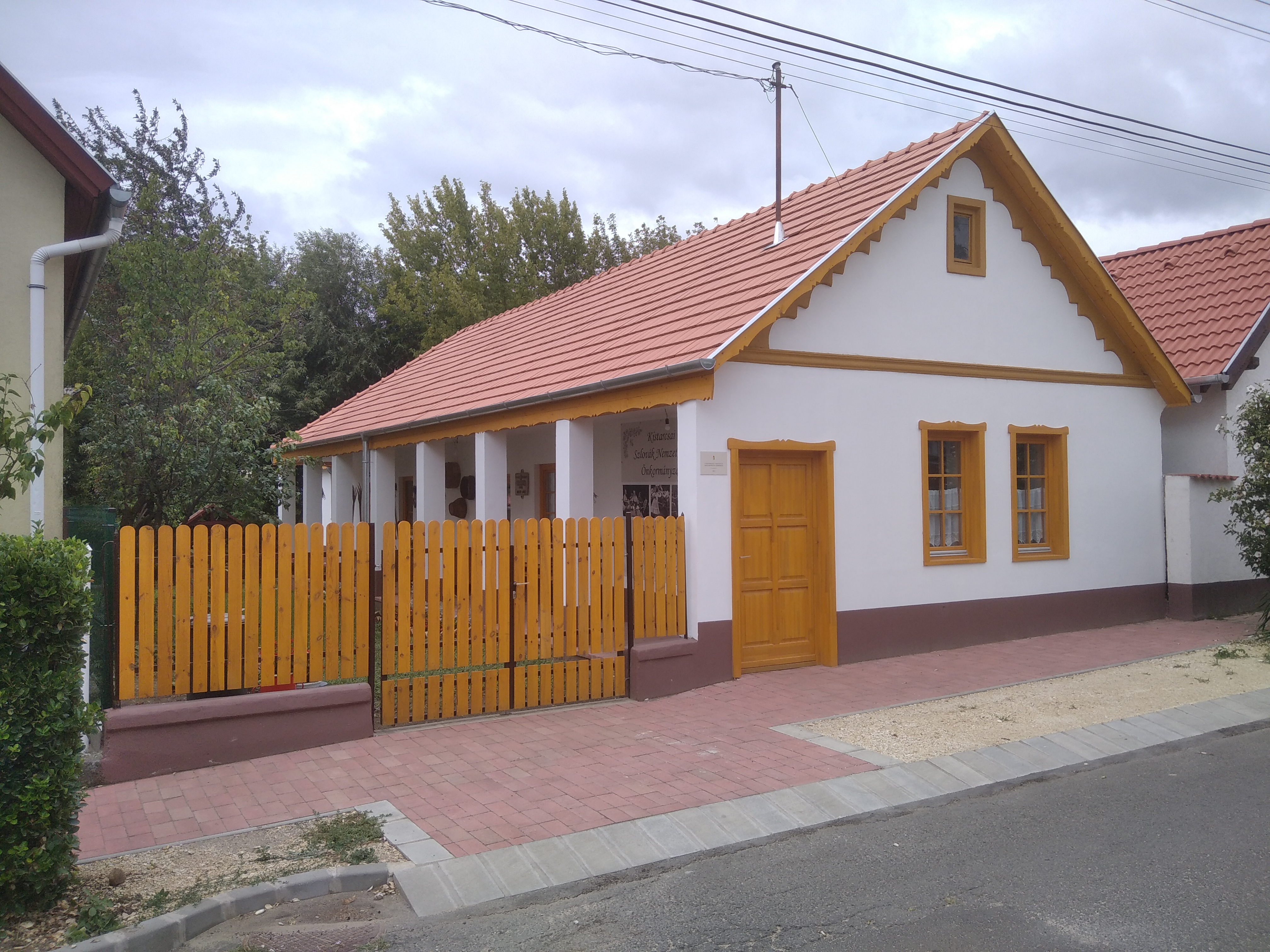
Kistarcsai Szlovák Ház (2022)

- Könyvtár – könyvtár gondolata 1903-ban merült fel először. Jelenleg közel 20 ezres Könyvtár több száz olvasója rendszeresen forgatja az állomány könyveit, de sokan térnek be adatgyűjtési vagy újság, illetve folyóirat böngészés céljából is. A könyvtár 2001 óta a felújított Városháza földszintjén kapott helyett.
- Művelődési Ház – A település kulturális életének központja a Városi Művelődési Ház intézménye, mely egy 300 főt befogadó kultúrházat (Csigaház) működteti. A helyi kluboknak helyet adó egykori Községházat, későbbi Civil Házat 2020 áprilisában az Önkormányzat lebontatta, terveik szerint a helyén zarándoklat- és turistavezetői képzőlétesítmény épül, melynek lesz konferenciaterme is (az építkezések egyelőre nem kezdődtek meg).[53][54] Ez utóbbi épületben sok évvel ezelőtt a helyi önkormányzat működött, a több mint 100 éves épület 2003-ban nyitotta meg ismét kapuit. Itt tartotta minden héten csütörtök este „Deáktanya” című ismeretterjesztő előadásait a Kistarcsai Kulturális Egyesület. A szükséges technikai eszközökkel ellátott helyiségek biztosítanak próba lehetőséget a különböző öntevékeny csoportoknak, de tanfolyamok, műsorok, ünnepélyek, gyűlések megtartására is itt kerül sor. Vannak, akik szabadidejükből szívesen áldoznak a többféle egészségmegőrző torna valamelyikére, mások a harcművészetek terén elégítik ki közösség igényüket.
- Szlovák Ház – a NEMZ-N-21-0032 azonosítójú pályázat keretében valósult meg a Kistarcsai Szlovák Nemzetiségi Önkormányzat projektje, amelynek célja egy, az egykori, javarészt tótok lakta faluközpontban található, a nemzetiség építészeti jegyeit őrző épület megvásárlása és tájházzá történő átalakítása volt. A 2006 óta működő, majd az egykori Civil Ház megszűnése után ideiglenesen raktárba került néprajzi gyűjtemény anyaga biztosítja a 2022. június 19-én megnyílt tájház anyagának jelentős részét.[55][56] A gyűjtemény előzetes bejelentkezés után, telefonon egyeztetett időpontban látogatható.[57]

## Oktatás
Bölcsőde:
- Kistarcsai Tipegő Bölcsőde

Óvodák:
- Gesztenyés Óvoda
- Szent Anna Katolikus Óvoda
- Kistarcsai Gesztenyés Óvoda Tölgyfa Tagóvodája Archiválva 2021. február 2-i dátummal a Wayback Machine-ben

Általános iskolák:
- Simándy József Általános Iskola és Alapfokú Művészetoktatási Intézmény Archiválva 2021. február 3-i dátummal a Wayback Machine-ben

Középiskolák:
- Ceglédi Szakképzési Centrum Mihály Dénes Szakgimnáziuma és Szakközépiskolája Archiválva 2018. július 11-i dátummal a Wayback Machine-ben

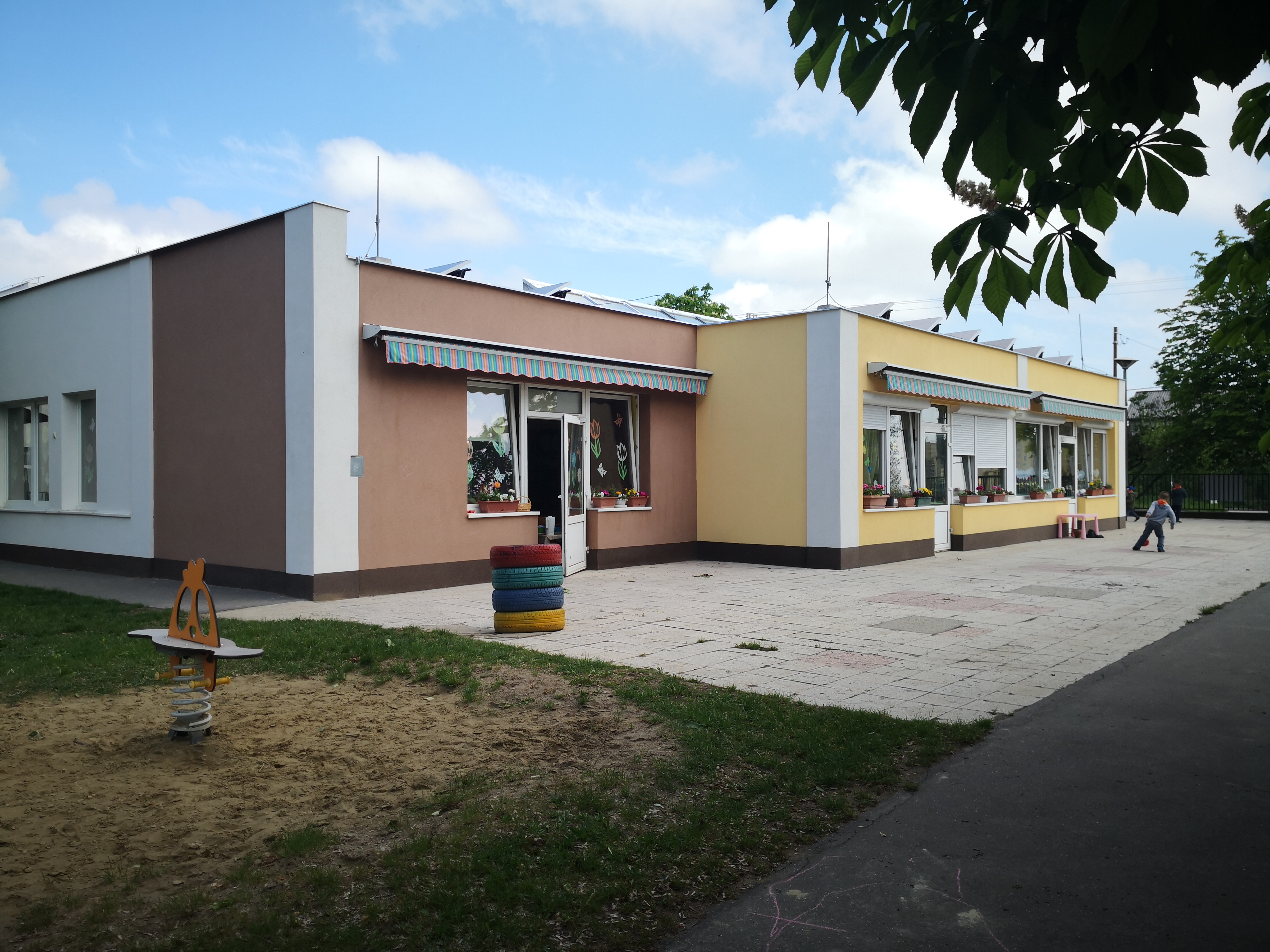
Gesztenyés Óvoda - Kistarcsa

## Egészségügyi intézmények
- Egészségház – körzeti házi- és gyermekorvosi szolgálat, fogászat, sürgősségi orvosi ügyelet
- Gyógyszertárak:
  - Patrona Hungariae Gyógyszertár
  - Flór Ferenc Gyógyszertár
- Pest Megyei Flór Ferenc Kórház

## Sportélet
- Kistarcsa Városi Uszoda
- Kistarcsai Kerékpáros Egyesület
- Pecsenyiczki Mihály Sportcentrum
- Városi Sportcsarnok

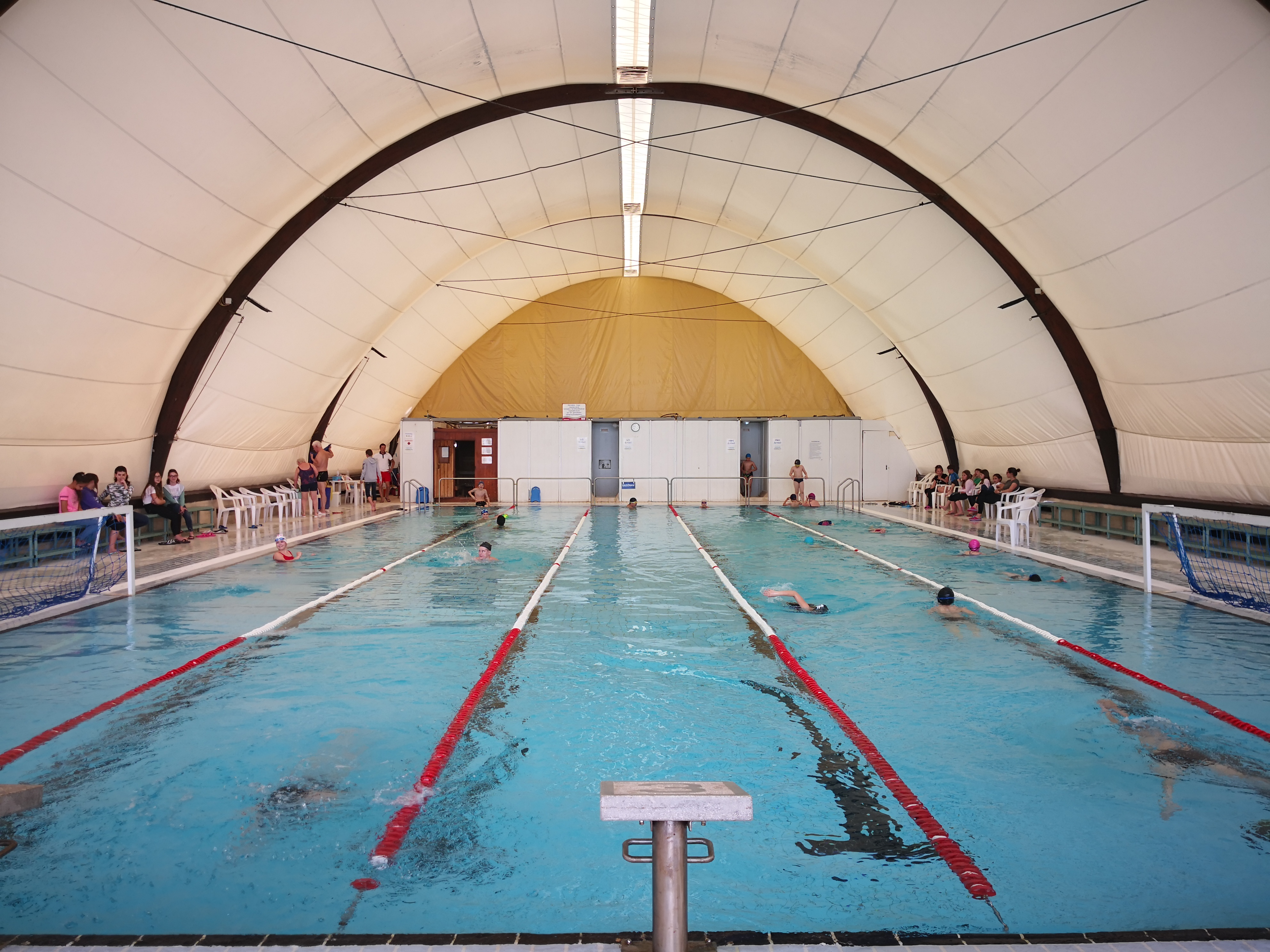
Kistarcsai uszoda
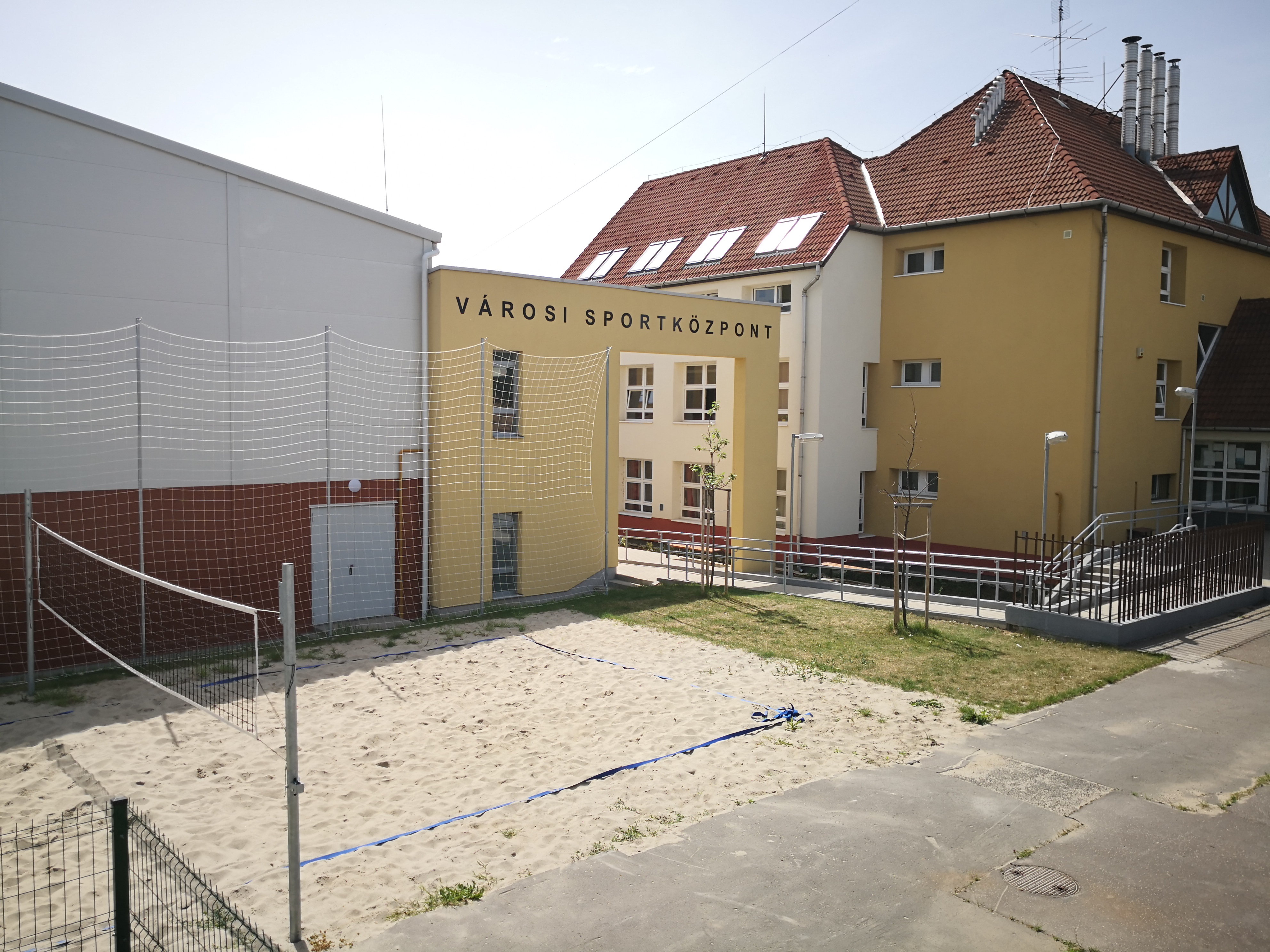
Kistarcsa Városi Sportközpont

## Testvérvárosok
Kistarcsa az alábbi települések testvérvárosa:
- Szlovákia – Bellus/Beluša (2005)
- Románia – Torja (2006)
- Lengyelország – Radomyśl nad Sanem (2013)[59]
- Ukrajna – Fancsika (2015)
- Csehország - Milovice (Nymburki járás) (2019)